# Virus dell'encefalite equina dell'Est
Il virus dell'encefalite equina dell'Est (in inglese: Eastern equine encephalitis virus, EEEV) è una specie di virus a RNA a singolo filamento positivo, appartenente al genere Alphavirus, famiglia Togaviridae. Viene trasmesso da artropodi ematofagi, zanzara del genere Culiseta, agli uccelli, che ne costituiscono il serbatoio naturale. Può infettare diversi vertebrati fra cui gli equidi e l'uomo.
Nell'uomo la maggior parte dei casi di infezione sono asintomatici; in quelli sintomatici si ha una encefalite spesso fatale, endemica negli stati che si affacciano sulla costa orientale degli Stati Uniti.

## Tassonomia
Ceppi della specie Eastern equine encephalitis virus (EEEV):
- Eastern equine encephalitis virus (strain Florida 91-469)
- Eastern equine encephalitis virus (strain PE-0.0155)
- Eastern equine encephalitis virus (strain PE-3.0815)
- Eastern equine encephalitis virus (STRAIN VA33[TENBROECK])

I ceppi EEEV sono presenti sia in Nord America che in Centro e Sud America. Le differenze fra i diversi ceppi sono notevoli dal punto di vista immunitario (4 distinti sottotipi antigenici), genomico (20%-25% di divergenza nelle sequenze nucleotidiche), epidemiologico, e per quanto riguarda la distribuzione geografica e la patogenicità umana. Il ceppo presente negli USA e nei Caraibi può dare encefalite con altissima mortalità. È stato ipotizzato che, dopo la sua introduzione negli Stati Uniti, il virus abbia subito una divergenza evolutiva adattandosi in un'unica nicchia ecologica.

## Caratteristiche virali

### Morfologia

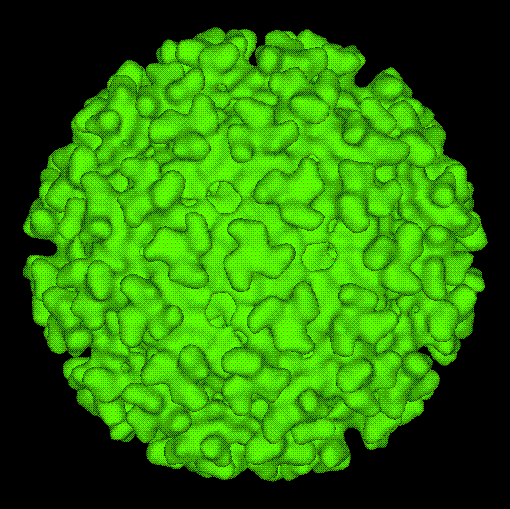
Superficie di un Alphavirus: immagine generata al computer in base a immagini fornite dalla microscopia crioelettronica

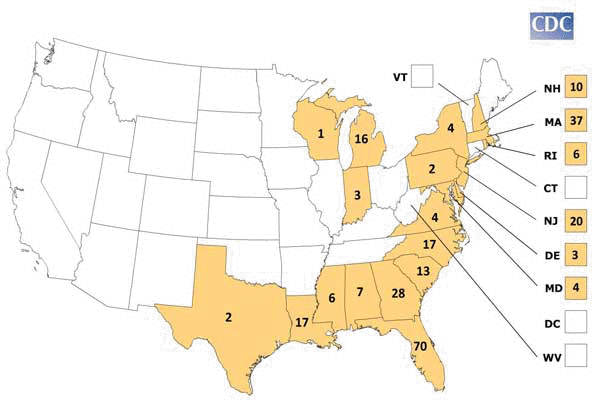
Epidemiologia dell'encefalite equina dell'est; in arancione: gli stati dove si sono manifestati casi della malattia nel periodo 1964-2004

Al microscopio elettronico i virioni responsabili dell'Eastern equine encephalitis (EEE) appaiono costituiti da un nucleocapsidi a simmetria icosaedrica (numero di triangolazione T = 4), del diametro di circa 40 nm. I virioni appaiono di forma sferica e misurano 60-65 nm di diametro e sono ricoperti da una membrana lipoproteica virale sulla cui superficie appaiono prolungamenti a forma di manubrio distribuiti uniformemente. I virioni sono localizzati nel citoplasma della cellula ospite. La membrana virale è originata dalla membrana della cellula infettata; i prolungamenti sulla sua superficie sono costituiti dalle glicoproteine virali denominate E1 ed E2 che mostrano attività emoagglutininica e permettono la caratterizzazione sierologica del virus.

### Proprietà fisico-chimiche
La massa molecolare dei virioni è 52 x 106 dalton. I virioni hanno una densità di flottazione in saccarosio di 1,22 g cm−3; il coefficiente di sedimentazione è di 280 svedberg (s20,w). Il punto di inattivazione termica (Thermal inactivation point, TIP) è a 56 °C per 10 minuti. I virioni sono costituiti per il 30%  in peso di lipidi, presenti nella membrana lipoproteica virale, di composizione simile ai lipidi delle membrane cellulari delle cellule ospiti. In vitro le proprietà dei virioni sono stabili a temperature inferiori a -70 °C; relativamente stabili fra -70 e -40 °C, non stabili a temperature di -20 °C o superiori; a 37 °C l'emivita è di circa 7 ore. I virioni sono inattivati in ambiente acido (pH 1-3), ma sono stabili in ambiente alcalino (pH 7-9). A causa della presenza di lipidi, i virioni sono sensibili al trattamento con solventi organici (per esempio, etere) e detergenti. L'infettività è ridotta anche dopo irraggiamento.

### Genoma
Il genoma è costituito da un singolo filamento positivo di RNA di circa 11675 nucleotidi. L'estremità 5' porta un cappuccio di 7-metil-7-metil-guanosina metilata e l'estremità 3' una coda poliadenilata. Si ha dapprima la traduzione dell'estremità 5', che codifica per le proteine funzionali nsP1, nsP2, nsP3 ed nsP4. Le proteine strutturali sono codificate in un terzo del genoma nei pressi dell'estremità 3' e sono tradotte da mRNA subgenomici generati dopo iniziazione di un promoter localizzato nel filamento complementare negativo

## Patogenesi
Il virus dell'encefalomielite equina dell'Est viene trasmesso da artropodi ematofagi ai cavalli e agli esseri umani, nei quali può determinare una encefalite spesso letale, partendo da un ciclo zanzara-uccello selvatico-zanzara. Gli uccelli (ai quali il virus viene trasmesso dalla zanzara Culiseta melanura) fungono infatti da serbatoio (organismi entro i quali il virus può vivere a lungo in quanto non determina una grave malattia), sebbene alcune specie di uccelli, per esempio gli Struzioniformi, siano molto suscettibili al virus. Gli equini, analogamente all'uomo, sono ospiti tangenziali, e non indispensabili per la sopravvivenza del virus. Zanzare che pungono sia uccelli che mammiferi, come i generi Aedes, Culex e Coquillettidia agiscono da vettori ponte: sono cioè in grado di pungere sia gli uccelli che i cavalli e l'uomo. Pungendo gli uccelli, e succhiandone il sangue infetto, si infettano anch'essi col virus EEE e successivamente, pungendo i cavalli o l'uomo, trasmettono il virus a questi ultimi, determinando così la grave malattia.